# Mercy (Fernsehserie)
Mercy ist eine US-amerikanische Fernsehserie, die von den Universal Media Studios für den US-Sender NBC produziert wurde. In der Serie geht es um das Leben dreier Krankenschwestern. In den USA startete die Serie am 23. September 2009 auf NBC.

## Handlung
Mercy ist ein Ensemble Drama, das in dem fiktiven Mercy Krankenhaus in Jersey City, New Jersey spielt. Die Serie dreht sich um das Leben der drei Krankenschwestern Veronica Flanagan Callahan, Sonia Jimenez und Chloe Payne. Veronica ist eine Krankenschwester, die gerade erst von ihrem Einsatz im Irak zurückgekehrt ist, während Chloe gerade erst ihren Job als Krankenschwester antritt.

## Produktion
Viele der Innendreharbeiten entstanden im stillgelegten Barnert Hospital in Paterson. Für die Außenaufnahmen des Mercy-Krankenhauses wurden auf der 4. Straße, zwischen der Newark Ave. und Colgate St. in New Jersey gedreht. Es ist die Rückseite einer öffentlichen Schule. Die Außenaufnahmen von Lucky 7's Bar wurden an der Ecke 2. Straße und Coles Street in Jersey City gedreht, während die Innenaufnahmen der Bar in der Park Tavern auf der Communipaw Avenue in Jersey City gedreht wurden. Die Außenaufnahmen des Red Fox Saloon entstanden beim Monaghan Haus im Süden von Amboy, New Jersey und die Innenaufnahmen in Ted's Bar in Sayreville, New Jersey.
Mercy war ursprünglich als Midseason Serie geplant, aber ist dann doch schon im Herbst, nachdem die Premiere von Parenthood wegen Produktionsschwierigkeiten auf 2010 verschoben wurde, gestartet. Die Serie wurde im Herbst 2009 mittwochs um 8 Uhr und ab April 2010 um neun Uhr ausgestrahlt.
Am 23. Oktober 2009 erhielt Mercy eine volle Staffel mit 22 Episoden und am 14. Mai 2010 gab NBC bekannt, dass Mercy abgesetzt ist und es so keine zweite Staffel mehr geben wird.

## Besetzung und Synchronisation

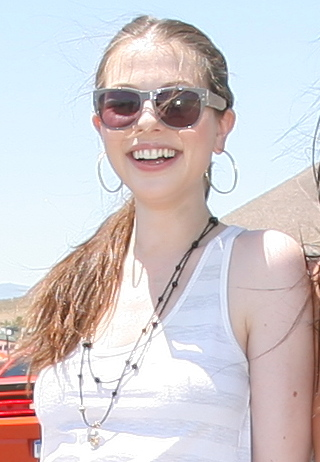
Michelle Trachtenberg spielte die Rolle der Chloe Payne

Die deutsche Synchronisation entstand nach der Dialogregie von Ralph Beckmann durch die Synchronfirma Arena Synchron GmbH in Berlin.

### Hauptbesetzung
| Rollenname                       | Schauspieler          | Synchronsprecher  |
| -------------------------------- | --------------------- | ----------------- |
| Veronica Agnes Flanagan Callahan | Taylor Schilling      | Katrin Fröhlich   |
| Chloe Payne                      | Michelle Trachtenberg | Ilona Otto        |
| Sonia Jimenez                    | Jaime Lee Kirchner    | Natascha Geisler  |
| Dr. Chris Sands                  | James Tupper          | Viktor Neumann    |
| Mike Callahan                    | Diego Klattenhoff     | Alexander Doering |
| Ángel García                     | Guillermo Díaz        | Tommy Morgenstern |
| Dr. Dan Harris                   | James LeGros          | Axel Malzacher    |

### Nebenbesetzung
| Rollenname         | Schauspieler       | Synchronsprecher         |
| ------------------ | ------------------ | ------------------------ |
| Dr. Alfred Parks   | Delroy Lindo       | Engelbert von Nordhausen |
| Paul Kempton       | David Call         | Karlo Hackenberger       |
| Jeannie Flanagan   | Kate Mulgrew       | Gertie Honeck            |
| Jim Flanagan       | Peter Gerety       | Andreas Mannkopff        |
| Ryan Flanagan      | Michael Chernus    | Michael Iwannek          |
| Nick Valentino     | Charlie Semine     | Jaron Löwenberg          |
| Dr. Gillian Jelani | K. K. Moggie       | Anna Carlsson            |
| Helen Klowden      | Margo Martindale   | Regina Lemnitz           |
| Simone Sands       | Jill Flint         | Kristina von Weltzien    |
| Dr. Joe Briggs     | James Van Der Beek | Gerrit Schmidt-Foß       |

## Ausstrahlung
In den USA wurde die Serie vom 23. September 2009 bis zum 12. Mai 2010 ausgestrahlt. Die Serie sahen im Durchschnitt 6,33 Millionen Menschen und landete so auf Platz 76 der erfolgreichsten Serien der Season. Die deutschsprachige Erstausstrahlung der Serie war ab dem 22. August 2011 am späteren Montagabend auf ORF eins zu sehen. In der Schweiz wurde die Serie zunächst ab dem 31. Oktober 2011 auf SF zwei am Montagabend zur Hauptsendezeit ausgestrahlt, wobei sie nach fünf Folgen wegen mangelndem Zuschauerinteresse ins Nachtprogramm verschoben wurde.
Neben den USA wurde die Serie zudem in Australien, in Brasilien, in Belgien, in Frankreich, in Italien, in Kanada, in den Niederlanden, in Polen und in Portugal ausgestrahlt.

## Episodenliste
| Nr. | Deutscher Titel                 | Originaltitel                                             | Erstausstrahlung USA | Deutschsprachige Erstausstrahlung (A) |
| --- | ------------------------------- | --------------------------------------------------------- | -------------------- | ------------------------------------- |
| 1   | Neues Leben und alte Liebe      | Can We Get That Drink Now?                                | 23. Sep. 2009        | 22. Aug. 2011                         |
| 2   | Trauriger Abschied              | I Believe You Conrad                                      | 30. Sep. 2009        | 29. Aug. 2011                         |
| 3   | Tollwut                         | Hope You’re Good, Smiley Face                             | 7. Okt. 2009         | 5. Sep. 2011                          |
| 4   | Schmerz der Zurückweisung       | Pulling the Goalie                                        | 17. Okt. 2009        | 12. Sep. 2011                         |
| 5   | Schlafwandler                   | You Lost Me With The Cinder Block                         | 21. Okt. 2009        | 19. Sep. 2011                         |
| 6   | Liebe darf nicht schwierig sein | The Last Thing I Said Was                                 | 4. Nov. 2009         | 26. Sep. 2011                         |
| 7   | Wiedersehen mit der Ballkönigin | Destiny, Meet My Daughter, Veronica                       | 11. Nov. 2009        | 3. Okt. 2011                          |
| 8   | Zickenkrieg                     | I’m Not That Kind of Girl                                 | 18. Nov. 2009        | 10. Okt. 2011                         |
| 9   | Einfach nur leben               | Some of Us Have Been to the Desert                        | 9. Dez. 2009         | 17. Okt. 2011                         |
| 10  | Wohin mit dem Schwein?          | I Saw This Pig and I Thought of You                       | 6. Jan. 2010         | 24. Okt. 2011                         |
| 11  | Schicksalsschlag                | We’re All Adults                                          | 13. Jan. 2010        | 31. Okt. 2011                         |
| 12  | Der starke Bill                 | Wake Up, Bill                                             | 20. Jan. 2010        | 7. Nov. 2011                          |
| 13  | Spiel um die Liebe              | Can We Talk About the Gigantic Elephant in the Ambulance? | 3. Feb. 2010         | 14. Nov. 2011                         |
| 14  | Alles Gute zum Valentinstag     | I Have a Date                                             | 10. Feb. 2010        | 21. Nov. 2011                         |
| 15  | Die Illusion vom normalen Leben | I Did Kill You, Didn’t I?                                 | 3. März 2010         | 28. Nov. 2011                         |
| 16  | Hausbesuch                      | I’m Fine                                                  | 10. März 2010        | 5. Dez. 2011                          |
| 17  | Die Blume und ihr Gärtner       | There is No Room For You on My Ass                        | 17. März 2010        | 12. Dez. 2011                         |
| 18  | Wunsch und Wirklichkeit         | Of Course I’m Not                                         | 24. März 2010        | 19. Dez. 2011                         |
| 19  | Mutterliebe                     | There is No Superwoman                                    | 21. Apr. 2010        | 2. Jan. 2012                          |
| 20  | Schwere Jungs                   | We All Saw This Coming                                    | 28. Apr. 2010        | 9. Jan. 2012                          |
| 21  | Schuld und Sühne                | Too Much Attitude and Not Enough Underwear                | 5. Mai 2010          | 16. Jan. 2012                         |
| 22  | Verschüttet                     | That Crazy Bitch was Right                                | 12. Mai 2010         | 23. Jan. 2012                         |

## DVD-Veröffentlichung
Die komplette erste Staffel wurde in den USA am 3. August 2010 und in Australien am 29. September 2010 veröffentlicht.

## Kritik
Die Serie hat bei Metacritic einen Metascore von 41/100 basierend auf 17 Rezensionen. Bei TV.com hat die Serie ein Rating von 7,8/10 basierend auf 431 abgegebenen Stimmen und bei IMDb.com hat die Serie ein Rating von 6,7/10 basierend auf 889 abgegebenen Stimmen. Tiffany Connors von der New York Post gab Mercy die Note „B+“. Viele Kritiken beschreiben Mercy als eine schwache Kopie von Showtimes Nurse Jackie.